# Merziella
Genre
Merziella est un genre d'insectes de l'ordre des diptères et de la famille des Conopidae. Dans cette famille, les imagos sont floricoles et la larve est obligatoirement endoparasite d'autres insectes, en particulier les hymenoptères pollinisateurs ; la femelle agressant violemment sa proie afin de déposer un œuf sur son corps. Se développant à l'intérieur de l'abdomen, la larve se nourrit notamment des muscles thoraxiques en passant par le pétiole grâce à une élongation antérieure tout à fait particulière. Sa pupaison s'effectue dans le cadavre de son hôte où elle hiverne au stade de pupe.
Le genre Merziella se distingue de la sous-famille Myopinae principalement par la présence d'ocelles ; par son proboscis doublement courbé, dont le labellum est particulièrement long et par le fil de soie de son arista filiforme émanant dorsalement ou subapicalement de l'article basal de l'antenne.
Ce genre ne comprend actuellement qu'une seule espèce, Merziella longirostris, son espèce-type, auparavant située dans le genre Thecophora et nommée Thecophora longirostris. Cette espèce européenne a pour hôte de sa larve, Apis mellifera.